# 业主自营
业主自营（英語：或）是一种住房产权类型，亦即由某人拥有他们居住的家，其拥有者被称为自营业主、自用业主或占用人（英語：owner-occupier、或）。业主自营的家可以是住宅，例如独立式洋房、公寓、公寓大厦或住房合作社。作为一种产权类型，业主自营除了提供住房外，还能起到房地产投资的作用。

## 延伸阅读
- Kwak, Nancy H. A World of Homeowners: American Power and the Politics of Housing Aid ( University of Chicago Press, 2015). 328 pp.